# Gore Motel
Gore Motel é o álbum de estreia gravado por Bohren & der Club of Gore. Gore Motel traz a banda mais focada em canções minimalistas/ambiente guiadas por guitarra e baixo do que no "dark jazz" pelo qual eles se tornariam reconhecidos futuramente. 

## Faixas
1. "Die Nahtanznummer, Teil 2" - 6:32
2. "Sabbat Schwarzer Highway" - 8:15
3. "Gore Motel" - 6:44
4. "Dandys lungern durch die Nacht" - 5:04
5. "Dangerflirt mit der Schlägerbitch" - 6:20
6. "Conway Twitty zieh mit mir" - 6:01
7. "Die Fulci Nummer" - 4:56
8. "Der Maggot Tango" - 4:15
9. "Texas Keller" - 4:42
10. "Trash Altenessen" - 4:34
11. "Cairo Keller" - 8:59
12. "Gore Musik" - 7:55

## Formação
- Thorsten Benning (bateria)
- Morten Gass (guitarra, piano, mellotron)
- Robin Rodenberg (baixo)
- Reiner Henseleit (guitarra)